# Ananda Bredice
Ananda Brédice (Buenos Aires; 3 de junio de 1994) es una actriz argentina. Es sobrina de la actriz y cantante Leticia Brédice.
Estudió en el Sportivo Teatral bajo la dirección de Ricardo Bartís. Debutó como actriz en 2003 en la telecomedia Son amores.

## Carrera
Debutó como actriz en 2003 en la serie argentina, Son Amores, también actuó en Mujeres Asesinas apareció en dos capítulos María, creyente con Emilia Mazer y Chunchuna Villafañe y Olga, encargada con Andrea Pietra, Gabriel Goity y Pepe Monje, ambos dirigidos por Daniel Barone. En 2011 protagoniza la obra teatral "La Reina del Maíz" de Damián Bojorque, dirigida por Maruja Bustamante. En 2012 continuó con dicha obra y se sumó al elenco de la comedia televisiva éxito de Telefe, Graduados, donde interpretaba a Micaela, amiga y compañera de colegio de Martin y Sofía (coprotagonistas de la serie). En 2017 participó del programa Divina, está en tu corazón de Pol-ka Producciones. Actualmente está actuando en Microteatro bajo la dirección de Elvira Onetto.

## Televisión
| Televisión | Televisión                 | Televisión      | Televisión | Televisión                  |
| Año        | Título                     | Personaje       | Canal      | Notas                       |
| ---------- | -------------------------- | --------------- | ---------- | --------------------------- |
| 2003       | Son amores                 | Panchita        | El trece   | Recurrente                  |
| 2004       | Los pensionados            | Emma Andrade    | El trece   | Recurrente                  |
| 2006       | Mujeres asesinas 2         | Esther          | El trece   | Episodio: "María, creyente" |
| 2006       | Mujeres asesinas 2         | Julia           | El trece   | Episodio: "Olga, encargada" |
| 2012       | Graduados                  | Micaela         | Telefe     | Recurrente                  |
| 2017       | Divina, está en tu corazón | Connie          | El trece   | Participación               |
| 2019       | Monzón                     | Sonia           | Space      | Participación               |
| 2019       | Secreto bien guardado      | Lorena Peñaloza | CINE.AR    | Recurrente                  |
| 2022       | Noche de hotel             | Sofía           | CINE.AR    | Episodio: "Ecos nocturnos"  |

## Teatro
| Teatro      | Teatro            | Teatro         | Teatro            |
| Año         | Título            | Rol            | Dirección         |
| ----------- | ----------------- | -------------- | ----------------- |
| 2011 - 2012 | La Reina del Maíz | Reina del Maíz | Maruja Bustamante |